# Псевдо-Салазара тема
Те́ма псевдо-Салаза́ра — тема в шаховій композиції ортодоксального жанру. Суть теми — чергування вступного і матуючого ходів білих фігур в двох фазах на різні ходи чорних фігур.

## Історія
Ця ідея походить від теми Франціско Салазара (28.02.1924 — 07.06.2000), в результаті її подальшої розробки.
Для вираження ідеї повинно бути дві фази — хибний хід  і рішення, в кожній фазі є тематичний варіант захисту, причому ці ходи чорних є різні. У двох тематичних фазах проходить чергування зміни функцій ходу білих фігур —  вступний хід білих в одній фазі стає матуючим ходом в другій фазі і відповідно матуючий хід білих першої фази стає вступним ходом у другій фазі, мати у кожній фазі, як вказано вище, проходять на різні ходи чорних.
Ця ідея дістала назву — тема псевдо-Салазара.
Алгоритм вираження теми псевдо-Салазара:
1. A ? ~  1. ... a 2. B #, 1. ... !
1. B !  ~  1. ... b 2. A #
|   | a | b | c | d | e | f | g | h |   |
| 8 | g8 білий слон · a7 чорний слон · g7 білий король · c6 біла тура · d5 білий кінь · e5 чорний король · f5 чорний пішак · d4 білий кінь · e4 білий пішак · h3 біла тура · g2 білий ферзь · b1 чорний слон | g8 білий слон · a7 чорний слон · g7 білий король · c6 біла тура · d5 білий кінь · e5 чорний король · f5 чорний пішак · d4 білий кінь · e4 білий пішак · h3 біла тура · g2 білий ферзь · b1 чорний слон | g8 білий слон · a7 чорний слон · g7 білий король · c6 біла тура · d5 білий кінь · e5 чорний король · f5 чорний пішак · d4 білий кінь · e4 білий пішак · h3 біла тура · g2 білий ферзь · b1 чорний слон | g8 білий слон · a7 чорний слон · g7 білий король · c6 біла тура · d5 білий кінь · e5 чорний король · f5 чорний пішак · d4 білий кінь · e4 білий пішак · h3 біла тура · g2 білий ферзь · b1 чорний слон | g8 білий слон · a7 чорний слон · g7 білий король · c6 біла тура · d5 білий кінь · e5 чорний король · f5 чорний пішак · d4 білий кінь · e4 білий пішак · h3 біла тура · g2 білий ферзь · b1 чорний слон | g8 білий слон · a7 чорний слон · g7 білий король · c6 біла тура · d5 білий кінь · e5 чорний король · f5 чорний пішак · d4 білий кінь · e4 білий пішак · h3 біла тура · g2 білий ферзь · b1 чорний слон | g8 білий слон · a7 чорний слон · g7 білий король · c6 біла тура · d5 білий кінь · e5 чорний король · f5 чорний пішак · d4 білий кінь · e4 білий пішак · h3 біла тура · g2 білий ферзь · b1 чорний слон | g8 білий слон · a7 чорний слон · g7 білий король · c6 біла тура · d5 білий кінь · e5 чорний король · f5 чорний пішак · d4 білий кінь · e4 білий пішак · h3 біла тура · g2 білий ферзь · b1 чорний слон | 8 |
| 7 | g8 білий слон · a7 чорний слон · g7 білий король · c6 біла тура · d5 білий кінь · e5 чорний король · f5 чорний пішак · d4 білий кінь · e4 білий пішак · h3 біла тура · g2 білий ферзь · b1 чорний слон | g8 білий слон · a7 чорний слон · g7 білий король · c6 біла тура · d5 білий кінь · e5 чорний король · f5 чорний пішак · d4 білий кінь · e4 білий пішак · h3 біла тура · g2 білий ферзь · b1 чорний слон | g8 білий слон · a7 чорний слон · g7 білий король · c6 біла тура · d5 білий кінь · e5 чорний король · f5 чорний пішак · d4 білий кінь · e4 білий пішак · h3 біла тура · g2 білий ферзь · b1 чорний слон | g8 білий слон · a7 чорний слон · g7 білий король · c6 біла тура · d5 білий кінь · e5 чорний король · f5 чорний пішак · d4 білий кінь · e4 білий пішак · h3 біла тура · g2 білий ферзь · b1 чорний слон | g8 білий слон · a7 чорний слон · g7 білий король · c6 біла тура · d5 білий кінь · e5 чорний король · f5 чорний пішак · d4 білий кінь · e4 білий пішак · h3 біла тура · g2 білий ферзь · b1 чорний слон | g8 білий слон · a7 чорний слон · g7 білий король · c6 біла тура · d5 білий кінь · e5 чорний король · f5 чорний пішак · d4 білий кінь · e4 білий пішак · h3 біла тура · g2 білий ферзь · b1 чорний слон | g8 білий слон · a7 чорний слон · g7 білий король · c6 біла тура · d5 білий кінь · e5 чорний король · f5 чорний пішак · d4 білий кінь · e4 білий пішак · h3 біла тура · g2 білий ферзь · b1 чорний слон | g8 білий слон · a7 чорний слон · g7 білий король · c6 біла тура · d5 білий кінь · e5 чорний король · f5 чорний пішак · d4 білий кінь · e4 білий пішак · h3 біла тура · g2 білий ферзь · b1 чорний слон | 7 |
| 6 | g8 білий слон · a7 чорний слон · g7 білий король · c6 біла тура · d5 білий кінь · e5 чорний король · f5 чорний пішак · d4 білий кінь · e4 білий пішак · h3 біла тура · g2 білий ферзь · b1 чорний слон | g8 білий слон · a7 чорний слон · g7 білий король · c6 біла тура · d5 білий кінь · e5 чорний король · f5 чорний пішак · d4 білий кінь · e4 білий пішак · h3 біла тура · g2 білий ферзь · b1 чорний слон | g8 білий слон · a7 чорний слон · g7 білий король · c6 біла тура · d5 білий кінь · e5 чорний король · f5 чорний пішак · d4 білий кінь · e4 білий пішак · h3 біла тура · g2 білий ферзь · b1 чорний слон | g8 білий слон · a7 чорний слон · g7 білий король · c6 біла тура · d5 білий кінь · e5 чорний король · f5 чорний пішак · d4 білий кінь · e4 білий пішак · h3 біла тура · g2 білий ферзь · b1 чорний слон | g8 білий слон · a7 чорний слон · g7 білий король · c6 біла тура · d5 білий кінь · e5 чорний король · f5 чорний пішак · d4 білий кінь · e4 білий пішак · h3 біла тура · g2 білий ферзь · b1 чорний слон | g8 білий слон · a7 чорний слон · g7 білий король · c6 біла тура · d5 білий кінь · e5 чорний король · f5 чорний пішак · d4 білий кінь · e4 білий пішак · h3 біла тура · g2 білий ферзь · b1 чорний слон | g8 білий слон · a7 чорний слон · g7 білий король · c6 біла тура · d5 білий кінь · e5 чорний король · f5 чорний пішак · d4 білий кінь · e4 білий пішак · h3 біла тура · g2 білий ферзь · b1 чорний слон | g8 білий слон · a7 чорний слон · g7 білий король · c6 біла тура · d5 білий кінь · e5 чорний король · f5 чорний пішак · d4 білий кінь · e4 білий пішак · h3 біла тура · g2 білий ферзь · b1 чорний слон | 6 |
| 5 | g8 білий слон · a7 чорний слон · g7 білий король · c6 біла тура · d5 білий кінь · e5 чорний король · f5 чорний пішак · d4 білий кінь · e4 білий пішак · h3 біла тура · g2 білий ферзь · b1 чорний слон | g8 білий слон · a7 чорний слон · g7 білий король · c6 біла тура · d5 білий кінь · e5 чорний король · f5 чорний пішак · d4 білий кінь · e4 білий пішак · h3 біла тура · g2 білий ферзь · b1 чорний слон | g8 білий слон · a7 чорний слон · g7 білий король · c6 біла тура · d5 білий кінь · e5 чорний король · f5 чорний пішак · d4 білий кінь · e4 білий пішак · h3 біла тура · g2 білий ферзь · b1 чорний слон | g8 білий слон · a7 чорний слон · g7 білий король · c6 біла тура · d5 білий кінь · e5 чорний король · f5 чорний пішак · d4 білий кінь · e4 білий пішак · h3 біла тура · g2 білий ферзь · b1 чорний слон | g8 білий слон · a7 чорний слон · g7 білий король · c6 біла тура · d5 білий кінь · e5 чорний король · f5 чорний пішак · d4 білий кінь · e4 білий пішак · h3 біла тура · g2 білий ферзь · b1 чорний слон | g8 білий слон · a7 чорний слон · g7 білий король · c6 біла тура · d5 білий кінь · e5 чорний король · f5 чорний пішак · d4 білий кінь · e4 білий пішак · h3 біла тура · g2 білий ферзь · b1 чорний слон | g8 білий слон · a7 чорний слон · g7 білий король · c6 біла тура · d5 білий кінь · e5 чорний король · f5 чорний пішак · d4 білий кінь · e4 білий пішак · h3 біла тура · g2 білий ферзь · b1 чорний слон | g8 білий слон · a7 чорний слон · g7 білий король · c6 біла тура · d5 білий кінь · e5 чорний король · f5 чорний пішак · d4 білий кінь · e4 білий пішак · h3 біла тура · g2 білий ферзь · b1 чорний слон | 5 |
| 4 | g8 білий слон · a7 чорний слон · g7 білий король · c6 біла тура · d5 білий кінь · e5 чорний король · f5 чорний пішак · d4 білий кінь · e4 білий пішак · h3 біла тура · g2 білий ферзь · b1 чорний слон | g8 білий слон · a7 чорний слон · g7 білий король · c6 біла тура · d5 білий кінь · e5 чорний король · f5 чорний пішак · d4 білий кінь · e4 білий пішак · h3 біла тура · g2 білий ферзь · b1 чорний слон | g8 білий слон · a7 чорний слон · g7 білий король · c6 біла тура · d5 білий кінь · e5 чорний король · f5 чорний пішак · d4 білий кінь · e4 білий пішак · h3 біла тура · g2 білий ферзь · b1 чорний слон | g8 білий слон · a7 чорний слон · g7 білий король · c6 біла тура · d5 білий кінь · e5 чорний король · f5 чорний пішак · d4 білий кінь · e4 білий пішак · h3 біла тура · g2 білий ферзь · b1 чорний слон | g8 білий слон · a7 чорний слон · g7 білий король · c6 біла тура · d5 білий кінь · e5 чорний король · f5 чорний пішак · d4 білий кінь · e4 білий пішак · h3 біла тура · g2 білий ферзь · b1 чорний слон | g8 білий слон · a7 чорний слон · g7 білий король · c6 біла тура · d5 білий кінь · e5 чорний король · f5 чорний пішак · d4 білий кінь · e4 білий пішак · h3 біла тура · g2 білий ферзь · b1 чорний слон | g8 білий слон · a7 чорний слон · g7 білий король · c6 біла тура · d5 білий кінь · e5 чорний король · f5 чорний пішак · d4 білий кінь · e4 білий пішак · h3 біла тура · g2 білий ферзь · b1 чорний слон | g8 білий слон · a7 чорний слон · g7 білий король · c6 біла тура · d5 білий кінь · e5 чорний король · f5 чорний пішак · d4 білий кінь · e4 білий пішак · h3 біла тура · g2 білий ферзь · b1 чорний слон | 4 |
| 3 | g8 білий слон · a7 чорний слон · g7 білий король · c6 біла тура · d5 білий кінь · e5 чорний король · f5 чорний пішак · d4 білий кінь · e4 білий пішак · h3 біла тура · g2 білий ферзь · b1 чорний слон | g8 білий слон · a7 чорний слон · g7 білий король · c6 біла тура · d5 білий кінь · e5 чорний король · f5 чорний пішак · d4 білий кінь · e4 білий пішак · h3 біла тура · g2 білий ферзь · b1 чорний слон | g8 білий слон · a7 чорний слон · g7 білий король · c6 біла тура · d5 білий кінь · e5 чорний король · f5 чорний пішак · d4 білий кінь · e4 білий пішак · h3 біла тура · g2 білий ферзь · b1 чорний слон | g8 білий слон · a7 чорний слон · g7 білий король · c6 біла тура · d5 білий кінь · e5 чорний король · f5 чорний пішак · d4 білий кінь · e4 білий пішак · h3 біла тура · g2 білий ферзь · b1 чорний слон | g8 білий слон · a7 чорний слон · g7 білий король · c6 біла тура · d5 білий кінь · e5 чорний король · f5 чорний пішак · d4 білий кінь · e4 білий пішак · h3 біла тура · g2 білий ферзь · b1 чорний слон | g8 білий слон · a7 чорний слон · g7 білий король · c6 біла тура · d5 білий кінь · e5 чорний король · f5 чорний пішак · d4 білий кінь · e4 білий пішак · h3 біла тура · g2 білий ферзь · b1 чорний слон | g8 білий слон · a7 чорний слон · g7 білий король · c6 біла тура · d5 білий кінь · e5 чорний король · f5 чорний пішак · d4 білий кінь · e4 білий пішак · h3 біла тура · g2 білий ферзь · b1 чорний слон | g8 білий слон · a7 чорний слон · g7 білий король · c6 біла тура · d5 білий кінь · e5 чорний король · f5 чорний пішак · d4 білий кінь · e4 білий пішак · h3 біла тура · g2 білий ферзь · b1 чорний слон | 3 |
| 2 | g8 білий слон · a7 чорний слон · g7 білий король · c6 біла тура · d5 білий кінь · e5 чорний король · f5 чорний пішак · d4 білий кінь · e4 білий пішак · h3 біла тура · g2 білий ферзь · b1 чорний слон | g8 білий слон · a7 чорний слон · g7 білий король · c6 біла тура · d5 білий кінь · e5 чорний король · f5 чорний пішак · d4 білий кінь · e4 білий пішак · h3 біла тура · g2 білий ферзь · b1 чорний слон | g8 білий слон · a7 чорний слон · g7 білий король · c6 біла тура · d5 білий кінь · e5 чорний король · f5 чорний пішак · d4 білий кінь · e4 білий пішак · h3 біла тура · g2 білий ферзь · b1 чорний слон | g8 білий слон · a7 чорний слон · g7 білий король · c6 біла тура · d5 білий кінь · e5 чорний король · f5 чорний пішак · d4 білий кінь · e4 білий пішак · h3 біла тура · g2 білий ферзь · b1 чорний слон | g8 білий слон · a7 чорний слон · g7 білий король · c6 біла тура · d5 білий кінь · e5 чорний король · f5 чорний пішак · d4 білий кінь · e4 білий пішак · h3 біла тура · g2 білий ферзь · b1 чорний слон | g8 білий слон · a7 чорний слон · g7 білий король · c6 біла тура · d5 білий кінь · e5 чорний король · f5 чорний пішак · d4 білий кінь · e4 білий пішак · h3 біла тура · g2 білий ферзь · b1 чорний слон | g8 білий слон · a7 чорний слон · g7 білий король · c6 біла тура · d5 білий кінь · e5 чорний король · f5 чорний пішак · d4 білий кінь · e4 білий пішак · h3 біла тура · g2 білий ферзь · b1 чорний слон | g8 білий слон · a7 чорний слон · g7 білий король · c6 біла тура · d5 білий кінь · e5 чорний король · f5 чорний пішак · d4 білий кінь · e4 білий пішак · h3 біла тура · g2 білий ферзь · b1 чорний слон | 2 |
| 1 | g8 білий слон · a7 чорний слон · g7 білий король · c6 біла тура · d5 білий кінь · e5 чорний король · f5 чорний пішак · d4 білий кінь · e4 білий пішак · h3 біла тура · g2 білий ферзь · b1 чорний слон | g8 білий слон · a7 чорний слон · g7 білий король · c6 біла тура · d5 білий кінь · e5 чорний король · f5 чорний пішак · d4 білий кінь · e4 білий пішак · h3 біла тура · g2 білий ферзь · b1 чорний слон | g8 білий слон · a7 чорний слон · g7 білий король · c6 біла тура · d5 білий кінь · e5 чорний король · f5 чорний пішак · d4 білий кінь · e4 білий пішак · h3 біла тура · g2 білий ферзь · b1 чорний слон | g8 білий слон · a7 чорний слон · g7 білий король · c6 біла тура · d5 білий кінь · e5 чорний король · f5 чорний пішак · d4 білий кінь · e4 білий пішак · h3 біла тура · g2 білий ферзь · b1 чорний слон | g8 білий слон · a7 чорний слон · g7 білий король · c6 біла тура · d5 білий кінь · e5 чорний король · f5 чорний пішак · d4 білий кінь · e4 білий пішак · h3 біла тура · g2 білий ферзь · b1 чорний слон | g8 білий слон · a7 чорний слон · g7 білий король · c6 біла тура · d5 білий кінь · e5 чорний король · f5 чорний пішак · d4 білий кінь · e4 білий пішак · h3 біла тура · g2 білий ферзь · b1 чорний слон | g8 білий слон · a7 чорний слон · g7 білий король · c6 біла тура · d5 білий кінь · e5 чорний король · f5 чорний пішак · d4 білий кінь · e4 білий пішак · h3 біла тура · g2 білий ферзь · b1 чорний слон | g8 білий слон · a7 чорний слон · g7 білий король · c6 біла тура · d5 білий кінь · e5 чорний король · f5 чорний пішак · d4 білий кінь · e4 білий пішак · h3 біла тура · g2 білий ферзь · b1 чорний слон | 1 |
|   | a | b | c | d | e | f | g | h |   |

1. Te3? ~ 2. Sf3#
1. ... K:d4 2. Db2#
1. ... L:d4 2. Te6#, 1. ... fe!
1. Db2! ~ 2. Te6#
1. .. K:e4 2. Te3#
1. ... L:e4 2. Sf3#
- — - — - — -
1. ... fe 2. Th5#
В задачі пройшла тема псевдо-Салазара в синтезі з темою псевдо-ле Гранд.